# Філфот
Філфот або філфотний хрест [ˈfɪlfɒt] — англійський символ еквівалентний свастиці, або лівостороння свастика. Це хрест з перпендикулярними раменами, як правило, під 90° або близькими кутами, вигнутими у тому ж напрямку. Його правосторонній варіант називається гаммадіоном. Згідно з деякими сучасними текстами про геральдику, філфот розташований вертикально і, як правило, з усіченими кінцівками, як показано на малюнку.

## Етимологія
Найбільш часто згадувана етимологія цього полягає в тому, що воно походить від поширеного серед антикварів ХІХ ст. поняття. Воно з'явилося на основі однієї сторінки із 1500 рукописів, що була використана для заповнення порожнього простору біля підніжжя вітражних вікон в середньовічних церквах. Ця етимологія часто цитується в сучасних словниках (таких як Коллінзський словник англійської мови та Merriam-Webster OnLine).
Томас Вілсон (1896) запропонував інші етимології, які зараз вважаються непорушними:
1. «У Великій Британії загальна назва свастики від англосаксонських часів… була філфот, яка походить від англо-саксонської fower fot, тобто чотириніг, або багатоніг.»[3]
2. "Слово [Fylfot] є скандинавським і складається зі старо-скандинавського fiǫl-, що еквівалентно англосаксонській fela, німецькій viel,"багато", і fótr ,"стопа", багатогранна фігура".[4] Германський корінь fele однорідний з англійською full, що значить «багато». І fele, і full є в свою чергу пов'язані з грецьким poly-, що походить від праіндоєвропейського кореня *ple-. Fylfot , таким чином, має значення «багатоногий».

## Історія

Дизайн свастики зазвичай показаний в сучасних текстах геральдики

Філфот, разом зі своєю сестрою фігурою Гаммадіоном, був знайдений в найрізноманітніших контекстах протягом століть. Це траплялося як у світському, так і в священному контексті на Британських островах, в інших країнах Європи, в Малій Азії та в Африці.
Хоча ці два терміни в деяких місцях можуть бути взаємозамінними, ми можемо виявити певну ступінь спорідненості між терміном та місцевістю. Таким чином, ми могли б корисно асоціювати Гаммадіон більше з Візантією, Римом та греко-римською культурою, з одного боку, а Філфот — з кельтською та англосаксонською культурою. Хоча Гаммадіон за зовнішнім виглядом дуже схожий на Фільфота, вважається, що він походить від сполучення чотирьох великих літер «Гамма». Гамма — третя літера грецького алфавіту.
Обидва ці схожі на свастиці хрестики, можливо, були корінними до Британських островів ще до римської навали. Звичайно, вони з'явилися на тисячу років раніше, але вони, можливо, були значною мірою імпортними. Вони, безумовно, суттєво поширилися у романо-британський період, коли широко вживалися приклади дублюваних грецьких мотивів, що з'являються на мозаїках. Після відходу римлян на початку V століття відбулися англосаксонські та ютські міграції.
Ми знаємо, що Філфот був дуже популярний серед цих племен, що приїжджають з Північної Європи, оскільки ми знаходимо його на артефактах, таких як брошки, огорожі меча та похоронні урни. Хоча знахідки Саттон-Гу найбільш повчальні щодо стилю поховань великої англосаксонської групи, Філфот або Гаммадіон на срібному посуді, знайденому там, явно мали східний характер.
Фільфот був широко прийнятий в ранніх християнських століттях. Він широко зустрічається в римських катакомбах. Найбільш незвичний приклад його використання можна знайти на ганку парафіяльної церкви Великого Кенфілда, Ессекс, Англія. Як справедливо зазначає парафіяльний довідник, Фільфот або Гаммадіон можна простежити до римських катакомб, де вони відображаються як в християнському, так і в язичницькому контексті. Зовсім недавно він був знайдений на могильних плитах у Шотландії та Ірландії. Особливо цікавий приклад був знайдений у Баргобблі, Вігтауншир у Шотландії.
Євангельські книги також містять приклади цієї форми християнського хреста. Найбільш помітні приклади — це, мабуть, Книга Келлів та Євангеліє Ліндісфарн. Слід також згадати інтригуючий приклад цього декору, який зустрічається на чаші Арда.
Починаючи з початку XIV століття, фільфот часто використовувався для прикраси євхаристійних шат. У цей період він з'явився на монументальних виявах, що зберегли пам'ять про тих священиків, які були присвячені таким чином. Здебільшого їх можна знайти в Східній Англії та Побутових графствах.
Напевно, найбільш помітним було його використання у вітражах, особливо у Кембриджі та Едінбурзі. У Кембриджі його зустрічають у хрещеному вікні церкви Гробу Господнього разом з іншими поширеними християнськими символами, що походять з ХІХ століття. У Шотландії він знайдений у вікні в Шотландському національному меморіалі війни в Единбурзі. Роботу було здійснено Дугласом Страчаном та встановлено протягом 1920-х років. Він також відповідав за вікно у каплиці Вестмінстерського коледжу, Кембридж. Аналогічне використання можна знайти в Центральній церкві конгрегацій в Провіденсі, штат Род-Айленд, США.
Не дивно було знайти Філфота на церковних дзвонах в Англії. Вони були прийняті родиною Гіткотів у Дербіширі як частину їхньої іконографічної традиції у XVI—XVII століттях. Це, мабуть, приклад, коли язичницький і християнський вплив мають певну роль, оскільки Філфот був серед іншого символом Тора, норвезького бога грому та його використання на дзвонах свідчить, що це було пов'язано з розпорошенням грому в популярній міфології.[неавторитетне джерело]

## У геральдиці

Герб Леонарда Чемберлейна: на сріблі червноий шеврон між трьома філфотами. Арлеян, 1394 рік

Зв'язок літери «Т» з хрестом

У сучасних геральдичних текстах філефот, як правило, зображений з укороченими кінцівками, скоріше, як хрестовий знак, у якого відрізана одне рамено кожної Т.
Приклади філфотів у геральдиці вкрай рідкісні і не згадується у статті Освальда Баррона про «Геральдику» більшості видань Encyclopædia Britannica за ХХ століття. Приклад вживання філфота у ХХ столітті (з чотирма геральдичними трояндами) можна побачити на емблемі Лотта свярд.
Паркеровський словник геральдики (див. Нижче) дає такий приклад:
На сріблі червоний шеврон між трьома філфотами — Леонард ЧАМБЕРЛАЙН, Йоркшир [так намальовано в МС. Арлеян, 1394, пт. 129, фол. 9 = фол. 349 мс.]
Навіть в останні кілька століть філфот помітний тим, що він відсутній у грантових грантах (зрозуміло, це з 1945 року; див. Свастика — стигма).

## Сучасне вживання терміна

Одіновий знак «філфот»

З його використання в геральдиці — або від антикваріату — філфот став усталеним словом цього символу, принаймні, англійською англійською мовою.
Однак він використовувався лише рідко. Вілсон, пише в 1896 році, говорить: «Використання фільфота обмежене порівняно небагатьма особами у Великій Британії та, можливо, у Скандинавії. Поза межами цих країн його мало знають, використовують або розуміють».
У більш пізні часи філфот здобув більше поширення в областях історії дизайну та колекціонування, де він використовується для відрізнення мотиву свастики, який використовується в дизайні та ювелірних виробах, від того, який використовується в нацистській атрибутиці. Навіть незважаючи на те, що свастика не походить від нацизму, вона стала асоційованою з нею, і філфот функціонує як більш прийнятний термін для «доброї» свастики.
Гансард від 12 червня 1996 року повідомляє про обговорення Палатою громад про знак знака № 273 винищувачів, Королівські ВПС. У цьому філфот використовується для опису стародавнього символу, а свастика використовується так, ніби вона стосується лише символу, який використовували нацисти.
Одінський обряд (АБО), німецька язичницька організація, використовує як «свастику», так і «фільфот» для того, що вони заявляють як «святий символ одінізму». Одінівський знак філфота зображений із вигнутими зовнішніми кінцівками, більше схожий на «свастику соняшника», ніж на традиційну (квадратну) свастику чи геральдичний філфот.